# Vinkeles
Restaurant Vinkeles is een restaurant gehuisvest in hotel The Dylan, in Amsterdam, Nederland. Het werd geopend in 2008, verkreeg in 2010 zijn eerste Michelinster en in 2023 zijn tweede
In 2016 kende Gault Millau het restaurant 18 van de maximaal 20 punten toe.
Chef-kok van Vinkeles is Dennis Kuiper.

## Naam
Het restaurant is vernoemd naar de schilder en graveur Reinier Vinkeles, die leefde in de 18e eeuw. Vinkeles maakte een ets van de Schouwburgpoort, de entree van een voormalig theater dat in 1772 door brand was verwoest. Op de vrijgekomen plaats betrok het Rooms-Katholieke "Oude-Armenkantoor" een jaar later een nieuw gebouw. De schouwburgentree doet nu dienst als entree van het restaurant en hotel.